# Buideleekhoorn
De buideleekhoorn (Gymnobelideus leadbeateri) is een klimbuideldier uit de familie der buideleekhoorns (Petauridae). Het is de enige soort van het geslacht Gymnobelideus, dat het nauwst verwant is aan de gestreepte buideleekhoorns (Dactylopsila).

## Kenmerken
Deze soort is van boven olijfgrijs, van onder vuilwit. Over de rug, van de neus tot de staart, loopt een donkere streep. De wangen en de keel, die beide de kleur van de onderkant hebben, worden gescheiden door een andere donkere streep. De staart is dik en behaard. De kop-romplengte bedraagt 150 tot 170 mm, de staartlengte 150 tot 180 mm en het gewicht 100 tot 160 g.

## Leefwijze
Deze soort is 's nachts actief en leeft in bomen. De buideleekhoorn bouwt een nest in een boomholte. Geschikte nestholtes bevinden zich over het algemeen in bomen van meer dan 120 jaar oud. Het dier eet geleedpotigen en acaciasap. In de winter en de lente worden de jongen geboren (meestal twee per worp).

## Verspreiding
Deze soort komt voor ten noordoosten van Melbourne (Victoria) in eucalyptusbossen.

## Status
De buideleekhoorn is een ernstig bedreigde diersoort (kritiek). De soort werd niet gezien tussen 1909 en 1961 en momenteel bevindt driekwart van zijn leefgebied in bossen die bedoeld zijn voor houtproductie. Slechts drie procent van het leefgebied van de buideleekhoorn ligt in natuurreservaten.